# Great Humby
Great Humby – osada w Anglii, w hrabstwie Lincolnshire, w dystrykcie South Kesteven. Leży 38 km na południe od Lincoln i 157 km na północ od Londynu.